# Copa do Nordeste 2018
La Copa do Nordeste 2018 è stata la 15ª edizione della Copa do Nordeste.

## Partecipanti

### Ammesse alla Pré-Copa do Nordeste
| Stato               | Squadra (Città)                        | Motivo qualificazione               |
| ------------------- | -------------------------------------- | ----------------------------------- |
| Alagoas             | CSA (Maceió)                           | 2° nel Campionato Alagoano 2017     |
| Bahia               | Fluminense de Feira (Feira de Santana) | 3° nel Campionato Baiano 2017       |
| Maranhão            | Cordino (Barra do Corda)               | 2° nel Campionato Maranhense 2017   |
| Paraíba             | Treze (Campina Grande)                 | 2° nel Campionato Paraibano 2017    |
| Pernambuco          | Náutico (Recife)                       | 4° nel Campionato Pernambucano 2017 |
| Piauí               | Parnahyba (Parnaíba)                   | 2° nel Campionato Piauiense 2017    |
| Rio Grande do Norte | Globo (Ceará-Mirim)                    | 2° nel Campionato Potiguar 2017     |
| Sergipe             | Itabaiana (Itabaiana)                  | 2° nel Campionato Sergipano 2017    |

### Ammesse alla fase a gironi
| Stato               | Squadra (Città)            | Motivo qualificazione                    |
| ------------------- | -------------------------- | ---------------------------------------- |
| Alagoas             | CRB (Maceió)               | Vincitore del Campionato Alagoano 2017   |
| Bahia               | Vitória (Salvador)         | Vincitore del Campionato Baiano 2017     |
| Bahia               | Bahia (Salvador)           | 2° nel Campionato Baiano 2017            |
| Ceará               | Ceará (Fortaleza)          | Vincitore del Campionato Cearense 2017   |
| Ceará               | Ferroviário-CE (Fortaleza) | 2° nel Campionato Cearense 2017          |
| Maranhão            | Sampaio Corrêa (São Luís)  | Vincitore del Campionato Maranhense 2017 |
| Paraíba             | Botafogo-PB (João Pessoa)  | Vincitore del Campionato Paraibano 2017  |
| Pernambuco          | Salgueiro (Salgueiro)      | 2° nel Campionato Pernambucano 2017      |
| Pernambuco          | Santa Cruz (Recife)        | 3° nel Campionato Pernambucano 2017      |
| Piauí               | Altos (Altos)              | Vincitore del Campionato Piauiense 2017  |
| Rio Grande do Norte | ABC (Natal)                | Vincitore del Campionato Potiguar 2017   |
| Sergipe             | Confiança (Aracaju)        | Vincitore del Campionato Sergipano 2017  |

## Formato
La competizione è preceduta da un torneo preliminare denominato Pré-Copa do Nordeste che determina le ultime 4 squadre qualificate in aggiunta alle 12 iniziali.
Il torneo si divide in dua fasi:
- Nella prima fase le squadre sono suddivise in quattro gironi da quattro squadre con match di andata e ritorno, al termine dei quali le prime due di ciascun gruppo accedono alla fase successiva.
- Nella seconda fase le 8 squadre qualificate si affrontano in un tabellone a eliminazione diretta con match di andata e ritorno.

La vincente del torneo, ottiene un posto per gli ottavi di finale di Coppa del Brasile 2019.

## Pré-Copa do Nordeste

### Sorteggio
I sorteggi sono avvenuti il 3 luglio 2017 nella sede centrale della CBF a Rio de Janeiro. Le 8 squadre sono state divise in due urne a seconda del Ranking CBF e si affrontano in sfide di andata e ritorno, con eventuali tiri di rigore in caso di parità.
| Urna A                                      | Urna B                                                                         |
| ------------------------------------------- | ------------------------------------------------------------------------------ |
| Náutico (29) Treze (69) Globo (77) CSA (90) | Parnahyba (100) Itabaiana (117) Fluminense de Feira (131) Cordino (no ranking) |

### Partite
| Squadra 1           | Totale          | Squadra 2 | Andata | Ritorno |
| ------------------- | --------------- | --------- | ------ | ------- |
| Parnahyba           | 0 – 5           | CSA       | 0 – 1  | 0 – 4   |
| Itabaiana           | 0 – 0 (4-5 dtr) | Náutico   | 0 – 0  | 0 – 0   |
| Cordino             | 1 – 2           | Treze     | 1 – 1  | 0 – 1   |
| Fluminense de Feira | 1 – 3           | Globo     | 1 – 1  | 0 – 2   |

## Fase a gironi

### Gruppo A
| Pos. | Squadra    | Pt | G | V | N | P | GF | GS | DR |
| ---- | ---------- | -- | - | - | - | - | -- | -- | -- |
| 1    | Santa Cruz | 12 | 6 | 3 | 3 | 0 | 11 | 4  | +7 |
| 2    | CRB        | 11 | 6 | 3 | 2 | 1 | 10 | 7  | +3 |
| 3    | Náutico    | 5  | 6 | 1 | 2 | 3 | 8  | 13 | -5 |
| 4    | Treze      | 4  | 6 | 1 | 1 | 4 | 6  | 11 | -5 |

### Gruppo B
| Pos. | Squadra        | Pt | G | V | N | P | GF | GS | DR |
| ---- | -------------- | -- | - | - | - | - | -- | -- | -- |
| 1    | Vitória        | 13 | 6 | 4 | 1 | 1 | 17 | 10 | +7 |
| 2    | ABC            | 13 | 6 | 4 | 1 | 1 | 15 | 8  | +7 |
| 3    | Globo          | 7  | 6 | 2 | 1 | 3 | 5  | 8  | -3 |
| 4    | Ferroviário-CE | 1  | 6 | 0 | 1 | 5 | 4  | 15 | -1 |

### Gruppo C
| Pos. | Squadra     | Pt | G | V | N | P | GF | GS | DR |
| ---- | ----------- | -- | - | - | - | - | -- | -- | -- |
| 1    | Bahia       | 12 | 6 | 4 | 0 | 2 | 11 | 5  | +6 |
| 2    | Botafogo-PB | 10 | 6 | 3 | 1 | 2 | 4  | 4  | 0  |
| 3    | Náutico     | 8  | 6 | 2 | 2 | 2 | 8  | 8  | 0  |
| 4    | Altos       | 3  | 6 | 0 | 3 | 3 | 6  | 12 | -6 |

### Gruppo D
| Pos. | Squadra        | Pt | G | V | N | P | GF | GS | DR  |
| ---- | -------------- | -- | - | - | - | - | -- | -- | --- |
| 1    | Ceará          | 13 | 6 | 4 | 1 | 1 | 12 | 3  | +9  |
| 2    | Sampaio Corrêa | 9  | 6 | 2 | 3 | 1 | 7  | 3  | +4  |
| 3    | CSA            | 5  | 6 | 0 | 5 | 1 | 3  | 4  | -1  |
| 4    | Salgueiro      | 3  | 6 | 0 | 3 | 3 | 1  | 13 | -12 |

## Fase finale
|  | Quarti di finale | Quarti di finale | Quarti di finale | Quarti di finale | Quarti di finale |  |  | Semifinali     | Semifinali     | Semifinali | Semifinali | Semifinali |   |   | Finale         | Finale         | Finale | Finale | Finale |  |
|  |                  |                  |                  |                  |                  |  |  |                |                |            |            |            |   |   |                |                |        |        |        |  |
|  | Sampaio Corrêa   | Sampaio Corrêa   | 3                | 0                | 3                |  |  |                |                |            |            |            |   |   |                |                |        |        |        |  |
|  | Vitória          | Vitória          | 0                | 0                | 0                |  |  | Sampaio Corrêa | Sampaio Corrêa | 1          | 1          | 2          |   |   |                |                |        |        |        |  |
|  | ABC              | ABC              | 1                | 4                | 5                |  |  | ABC            | ABC            | 0          | 1          | 1          |   |   |                |                |        |        |        |  |
|  | Santa Cruz       | Santa Cruz       | 0                | 1                | 1                |  |  |                |                |            |            |            |   |   | Sampaio Corrêa | Sampaio Corrêa | 1      | 0      | 1      |  |
|  | CRB              | CRB              | 3                | 0                | 3                |  |  |                |                | Bahia      | Bahia      | 0          | 0 | 0 |                |                |        |        |        |  |
|  | Ceará (gfc)      | Ceará (gfc)      | 3                | 0                | 3                |  |  | Ceará          | Ceará          | 0          | 0          | 0          |   |   |                |                |        |        |        |  |
|  | Botafogo-PB      | Botafogo-PB      | 1                | 0                | 1                |  |  | Bahia          | Bahia          | 1          | 0          | 1          |   |   |                |                |        |        |        |  |
|  | Bahia            | Bahia            | 2                | 0                | 2                |  |  |                |                |            |            |            |   |   |                |                |        |        |        |  |